# Viva Colonia

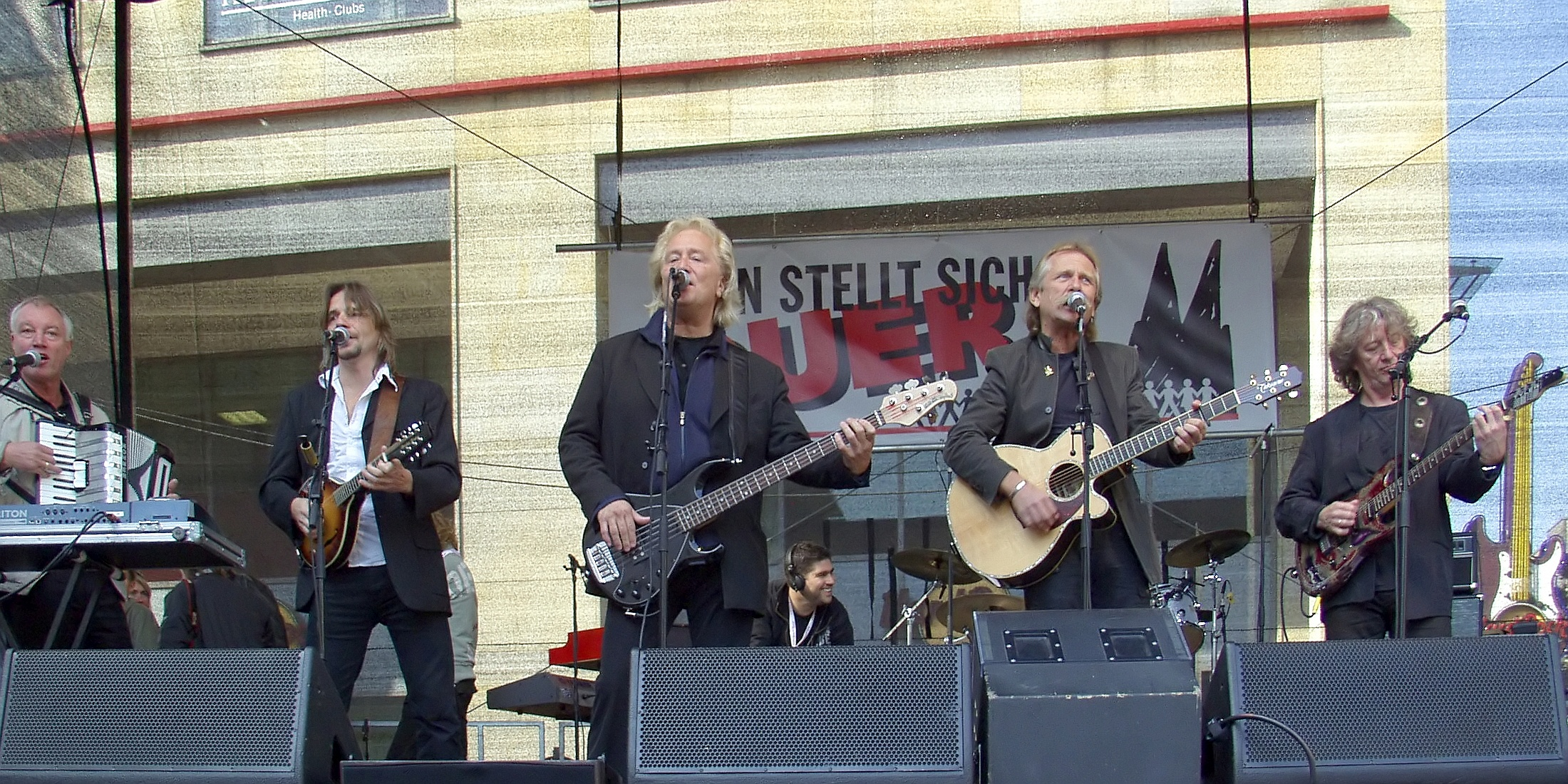
«De Höhner» en la manifestación política “Köln stellt sich quer” contra el llamado “congreso antiislamización” del partido de derechas “Pro Köln” frente al Gürzenich de Colonia.

Viva Colonia es una canción alemana del grupo Höhner. Está escrita en el dialecto de Colonia, el kölsch, salvo el estribillo, que está escrito en alemán estándar y el título está en italiano o  en español. 
La canción es conocida popularmente en toda Alemania y es una canción que se puede cantar en cualquier época del año, aunque es cantada especialmente en el famoso carnaval de Colonia. Algunas ciudades o Estados cambian el Viva Colonia por un sucedáneo. Por ejemplo, en el Oktoberfest de Múnich se sustituye por Viva Bavaria! o en Berlín por Viva Berolina!. También se entona a menudo en eventos deportivos, como en los partidos de fútbol del FC Köln.